# Фунгициды

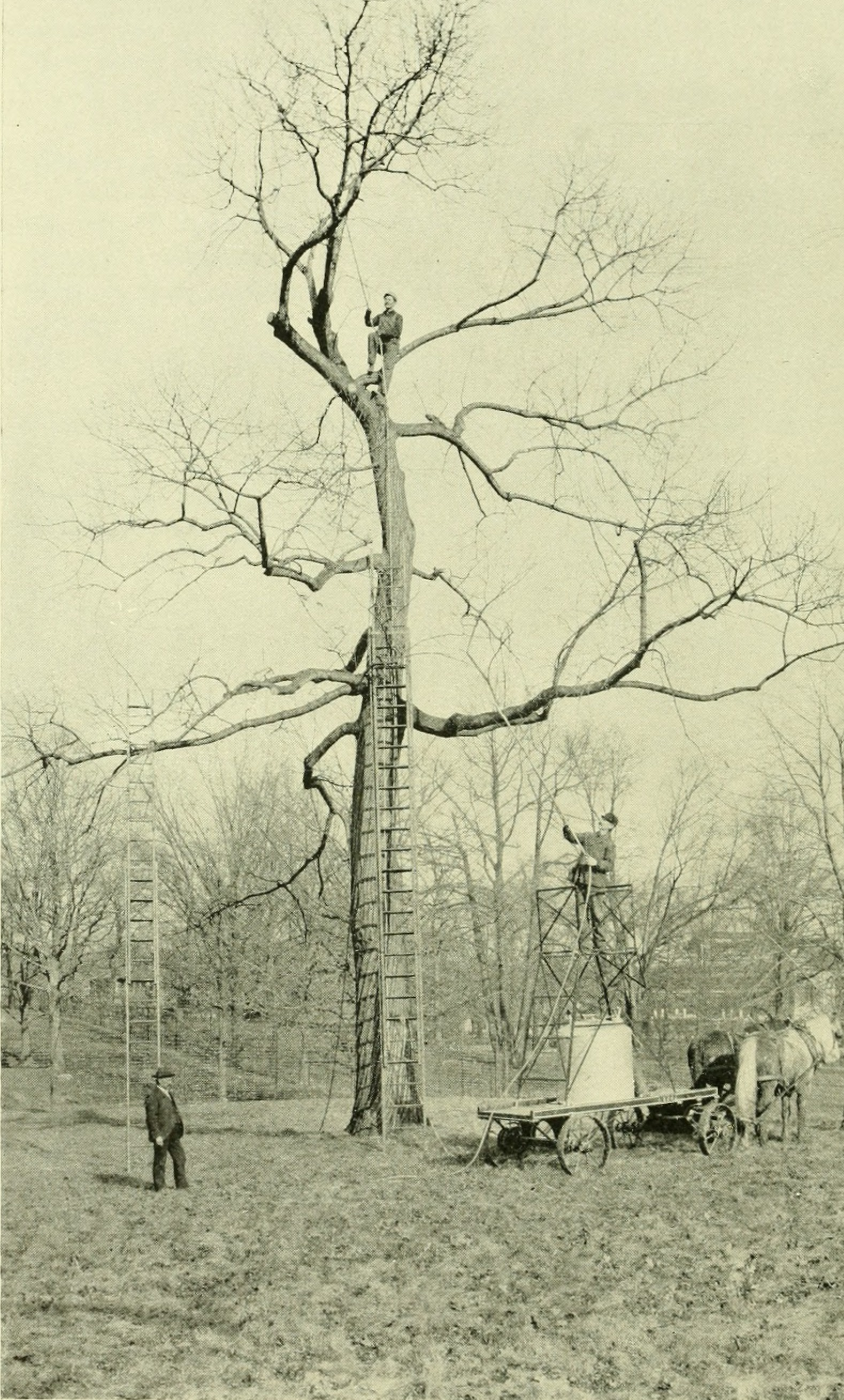
Обработка дерева фунгицидом (Нью-Йорк, 1905 год)

Фунгици́ды (от лат. fungus «гриб» + лат. caedo «убиваю») — химические вещества для борьбы с грибковыми болезнями растений (бордоская жидкость, серный цвет и др.), а также для протравливания семян (формалин, ТМТД, Фундазол, гранозан, меркуран) с целью освобождения их от спор паразитных грибов (типа головни для зерновых семян). Концентраты фунгицидов токсичны для человека и животных.

## Некоторые фунгициды
Из неорганических веществ фунгицидной активностью обладает сера (в тонкодисперсном виде) и её соединения (полисульфиды кальция и бария, окуривание SO2), соли металлов, особенно меди, ртути и кадмия (однако последние два токсичны и для человека, поэтому на практике используются только соединения меди — сульфат, гемиоксид, хлороксид). Из органических веществ фунгицидными свойствами обладают соли и различные производные дитиокарбаминовых кислот, в частности тетраметилтиурамдисульфид. Высокую фунгицидную и бактерицидную активность проявляют производные фенолов, но из-за фитотоксичности они непригодны для защиты растений и используются в основном как антисептики. Также применяется 2,3-дихлорнафтохинон, замещенные бензимидазолы (беномил, тиабендазол, фуберидазол, карбендазим), ряд O-замещенных бензанилидов (2-метилбензанилид, 2-иодбензанилид и салициланилид), производные триазола (триадимефон, триадименод, дихлобутразол, флутримазол, флутриафен и др.), производные имидазола (важнейшие из них — имазалил и прохлораз).
В качестве системных фунгицидов используют некоторые эфиры и амиды фосфорных и тиофосфорных кислот (китацин, О-этил-8,8-дифенилдитиофосфат (эдифенфос, хиносан) и О-бутил-8-этил-8-бензилдитио-фосфат (конен) — фунгициды против пирикуляриоза риса; первый обладает также инсектицидным действием. Против мучнистой росы и ржавчины растений используют пиразофос, диталимфос и вепсин.

## Принцип действия
Механизм действия большинства фунгицидов известен лишь в общих чертах. Чаще всего фунгициды действуют на грибы непосредственно, вмешиваясь в биохимические реакции, происходящие в грибных клетках, либо блокируя ферменты, управляющие этими реакциями. Фунгициды из групп триазолов, морфолинов, пиримидинов, имидазолов, пиперазинов ингибируют биосинтез эргостерина — одного из важнейших компонентов клеточных мембран. Фосфорорганические фунгициды подавляют синтез липидов, входящих в состав этих мембран, в частности фосфатидилхолина. Гидроксипиримидины (этиримол и др.) и производные аланина ингибируют, по-видимому, синтез нуклеиновых кислот, а антибиотики (циклогексимид, бластицидин, касугамицин) — синтез белка. Антибиотик полиоксин, действуя на соответствующие ферменты, подавляет процесс образования хитина у грибов (и насекомых). Фунгициды из группы оксатиинов нарушают процесс тканевого дыхания, производные бензимидазола и тиофанаты — нормальный ход клеточного деления.

## Определение сроков первой обработки фунгицидом ботвы картофеля
Фитофтороз картофеля относится к той небольшой группе болезней, эффективная борьба с которыми возможна только при профилактическом применении средств защиты растений. В этом случае потери урожая картофеля можно снизить до 2-3 % (табл.).
| Сроки первой обработки                                                                                  | Пораженность ботвы, % | Пораженность ботвы, % | Пораженность ботвы, % | Потери урожая, % |
| Сроки первой обработки                                                                                  | 22.07                 | 30.07                 | 09.08                 | Потери урожая, % |
| --- | --------------------- | --------------------- | --------------------- | ---------------- |
| До первичного появления болезни (при обнаружении некрозов на сигнальном участке), трёхкратная обработка | 0,1                   | 3                     | 50                    | 3,7              |
| При появлении болезни (пораженность ботвы 0,1 %), трёхкратная обработка                                 | 10                    | 50                    | 70                    | 16,1             |
| После перезаражения растений (пораженность ботвы 3-5 %), трёхкратная обработка                          | 20                    | 63                    | 98                    | 33,3             |
| Контроль (без обработок)                                                                                | 40                    | 88                    | 100                   | 45,5             |

Формообразовательные процессы, происходящие в популяциях возбудителя фитофтороза, привели к развитию более агрессивных популяций и ранним вспышкам заболевания. Это снизило точность разработанных ранее прогнозов, предусматривающих первую обработку ботвы фунгицидами не ранее фазы бутонизации, и большим потерям урожая. В результате в большинстве стран, в том числе в России, тактика защиты картофеля от фитофтороза изменилась в сторону более ранних обработок ботвы.
В настоящее время при определении сроков первой обработки ботвы картофеля фунгицидами используют разные критерии. Прежде всего, это фенологический метод — проведение первой обработки в фазе смыкания ботвы в рядках (высота растений 15-20 см), или даже в фазе всходов. Но данный метод оправдывает себя лишь в годы ранних и жестких эпифитотий фитофтороза. В условиях депрессии или позднего появления болезни подобная тактика защиты картофеля приводит к дополнительным финансовым затратам и неоправданному загрязнению окружающей среды. Здесь не учитываются большие различия в сроках появления фитофтороза на ботве картофеля, вызванные климатическими особенностями, наличием источников первичной инфекции, устойчивостью сорта, микрорельефа и т. д. Поэтому принятие шаблонного срока начала опрыскивания ботвы для всех случаев, чаще всего, приводит к возрастанию пестицидного пресса и повышению стоимости полученной продукции. Необходимо также учитывать и то обстоятельство, что большинство хозяйств общественного и частного сектора из-за недостатка денежных средств приобретает фунгициды в количествах, достаточных лишь для двух-трех опрыскиваний. В этом случае шаблонные обработки, начинающиеся с фазы всходов или смыкания ботвы в рядках, не обеспечивают эффективную защиту, так как фунгицидная активность препаратов прекращается за 2-2,5 месяца до массового развития болезни и уборки урожая.
Недостаток всех существующих систем прогнозов заключается в том, что они созданы на основе анализа метеорологических условий, складывающихся после всходов. Как показали исследования последних лет, при благоприятных погодных условиях прорастание ооспор и накопление инокулюма возможно до посадки картофеля, а первичное заражение ростков может произойти до появления всходов.
Многолетние опыты по сравнению сроков первой профилактической обработки ботвы картофеля против фитофтороза разными методами выявили преимущество биологического метода прогноза (модифицированные «сигнальные участки»). С его помощью в неблагоприятные для развития болезни годы можно отказаться от обработок или снизить их число до одной-двух, в «фитофторозные» годы своевременное начало обработок дает возможность сохранить урожай картофеля при трех-пяти обработках.
В настоящее время разработано «правило», которое позволяет определять сроки появления фитофтороза на посадках картофеля и рекомендовать первую профилактическую обработку ботвы по метеорологическим условиям, складывающимся в период от посадки до появления всходов.
Все последующие опрыскивания посадок продовольственного картофеля против фитофтороза следует проводить регулярно, с учетом сроков действия применяемых фунгицидов или с использованием краткосрочного прогноза развития болезни. Семенные посадки лучше всего обрабатывать регулярно, так как возможные ошибки существующих прогнозов могут привести к частичному поражению ботвы и клубней и вспышкам фитофтороза в следующем сезоне.

## Фунгициды — одна из причин коллапса колоний медоносных пчел
Последние исследования проблематики коллапса колоний медоносных пчел показали, что наличие фунгицидов в пище медоносных пчел резко снижает способность защиты от клеща Варроа — основной причины коллапса. При этом малое содержание некоторых фунгицидов в корме привлекает пчел к выбору именно загрязнённых кормов.